# Сущанка
Суща́нка (укр. Сущанка) — село на Украине, основано до 1799 года, находится в Житомирском районе Житомирской области.
Код КОАТУУ — 1824787001. Население по переписи 2001 года составляет 404 человека. Почтовый индекс — 13513. Телефонный код — 4137. Занимает площадь 2,843 км².

## Адрес местного совета
13513, Житомирская область, Житомирский р-н, с.Сущанка, ул. Ирпенская, 38а